# 小行星1754
小行星1754（1754 Cunningham）是一颗绕太阳运转的小行星，为主小行星带小行星。该小行星于1935年3月29日发现。
該小行星以美國天文學家利蘭·坎寧安命名。

## 轨道参数
小行星1754的轨道半长轴为3.9537418 UA，离心率为0.168。